# Louise de Saxa-Gotha-Altenburg
Prințesa Louise de Saxa-Gotha-Altenburg (21 decembrie 1800 – 30 august 1831) a fost soția lui Ernest I, Duce de Saxa-Coburg și Gotha.

## Căsătorie
Louise s-a căsătorit cu Ernest I, Duce de Saxa-Coburg și Gotha la 31 iulie 1817 la Gotha. Au avut doi copii: Ernest al II-lea, Duce de Saxa-Coburg și Gotha și Prințul Albert, soțul reginei Victoria a Regatului Unit.
Căsănicia a fost nefericită din cauza infidelităților lui Ernest iar cuplul s-a despărțit în 1824. Louise a fost obligată să-și părăsească cei doi copii.

## Post-divorț
La 31 martie 1826 căsătoria a fost oficial dizolvată. Șapte luni mai târziu, la 18 octombrie 1826, Louise s-a căsătorit în secret cu fostul iubit, baronul Alexander von Hanstein (mai târziu Contele de Pölzig și Beiersdorf). Viața fericită s-a terminat în februarie 1831 când căsătoria secretă a fost descoperită și și-a pierdut copiii definitiv.
Louise a murit de cancer la vârsta de 30 de ani.